# Eleonore Bjartveit
Eleonore Bjartveit (* 11. Juli 1924 in Alta; † 26. September 2002) war eine norwegische Politikerin der Kristelig Folkeparti (KrF). Sie war von Oktober 1989 bis November 1990 die Kirchen- und Kulturministerin ihres Landes. Von 1983 bis 1986 sowie von 1989 bis 1993 war Bjartveit Abgeordnete im Storting.

## Leben
Bjartveit kam als Tochter eines Pfarrers und einer Krankenpflegerin im nordnorwegischen Alta zur Welt. Ihre Schulzeit endete 1944, im Jahr 1951 schloss sie ihr Medizinstudium ab. Anschließend arbeitete sie als Ärztin in verschiedenen Einrichtungen, unter anderem in Oslo. Von 1968 bis 1979 arbeitete sie in Teilzeit als Ärztin in einem Pflegeheim. Zwischen 1967 und 1983 war sie zudem medizinische Beraterin beim Trygderetten, dem Rechtsorgan, das über Klagen gegen Entscheidungen des norwegischen Arbeitsamts (NAV) urteilt.
Im Jahr 1979 wurde Bjartveit erstmals Mitglied im Stadtrat von Oslo. In der Zeit von 1981 bis 1993 gehörte sie dem KrF-Vorstand in Oslo an. Bei den Parlamentswahlen 1981 und 1985 verpasste sie im Wahlkreis Oslo jeweils den Einzug in das norwegische Nationalparlament Storting. Sie wurde stattdessen Vararepresentantin, also Ersatzabgeordnete. Als solche kam sie von Juni 1983 bis Mai 1986 zum Einsatz, als sie ihren Parteikollegen Kåre Kristiansen vertrat, der als Regierungsmitglied sein Mandat ruhen lassen musste. Bjartveit saß zunächst im Sozialausschuss. In der zweiten Legislaturperiode wurde sie am 9. Oktober 1985 zur Vizepräsidentin des Odelsting, einer damals noch existierenden Kammer des Stortings, gewählt. Zudem saß sie im Justizausschuss und war Teil des Fraktionsvorstands der KrF. Ihre Zeit im Parlament endete im Mai 1985, als Kristiansen wieder ins Storting zurückkehrte. Im Osloer Stadtrat führte sie von 1988 bis 1991 ihre Fraktion als Fraktionsvorsitzende an. Zwischen 1989 und 1991 fungierte sie als stellvertretende KrF-Vorsitzende in Oslo.
Bei der Wahl 1989 zog Bjartveit schließlich erstmals direkt ins Storting ein. Vom 10. bis zum 16. Oktober 1989 fungierte sie als Vizesekretärin des Lagtings, einer damaligen Parlamentskammer. Am 16. Oktober 1989 wurde sie in der neu gebildeten Regierung Syse zur Kirchen- und Kulturministerin ernannt. Zunächst war sie als solche im Kultur- und Wissenschaftsministerium tätig, zum 1. Januar 1990 wechselte die Bezeichnung zu Kirchen- und Kulturministerium. Sie übte ihr Amt bis zum Abtritt der Regierung am 3. November 1990 aus. Nachdem sie als Mitglied der Regierung ihr Mandat hatte ruhen lassen müssen, kehrte sie ins Storting zurück. Dort wurde sie für den Rest der Legislaturperiode Mitglied im Verbraucher und Verwaltungsausschuss. Sie schied schließlich im Herbst 1993 aus dem Parlament aus.